# Leskoptev
Leskoptev je české rodové jméno ptáků některých rodů z čeledi špačkovitých podčeledi Sturninae. Celkem se jedná o 28 druhů v pěti rodech.

## Rody
- Cinnyricinclus Lesson, 1840  – obsahuje 1 druh
- Lamprotornis Temminck, 1820  – obsahuje 23 druhů, z nichž některé sem byly přesunuty ze zaniklého rodu Spreo.
- Neocichla Sharpe, 1876  – obsahuje 1 druh
- Poeoptera Bonaparte, 1854  – obsahuje 2 druhy s českým rodovým názvem „leskoptev“. Zbylé 3 druhy nesou český rodový název „špaček“.
- Speculipastor Reichenow, 1879  – obsahuje 1 druh

## Druhy
Některé české názvy nejsou zcela jednoznačné. Názvy „leskoptev tříbarvá“ a „leskoptev nádherná“ se používají jako synonyma také pro jiné taxony.
| Český název                                                            | Latinský název | Obrázek | Domovina                              |
| ---------------------------------------------------------------------- | --- | ------- | ------------------------------------- |
| leskoptev baobabová                                                    | Lamprotornis mevesii (Wahlberg, 1856)                                                                                     |         |                                       |
| leskoptev bělobřichá                                                   | Cinnyricinclus leucogaster (Boddaert, 1783)                                                                               |         |                                       |
| leskoptev bělohlavá                                                    | Lamprotornis albicapillus (Blyth, 1855) (syn. Spreo albicapillus)                                                         |         | Džibuti, Ethiopie, Keňa, a Somálsko.  |
| leskoptev bělokřídlá                                                   | Neocichla gutturalis (Bocage, 1871)                                                                                       |         | Angola, Malawi, Tanzanie a Zambie     |
| leskoptev bronzová                                                     | Lamprotornis chalcurus Nordmann, 1835                                                                                     |         |                                       |
| leskoptev dlouhoocasá                                                  | Lamprotornis caudatus (Müller, 1776)                                                                                      |         |                                       |
| leskoptev dvoubarvá                                                    | Lamprotornis bicolor (J. F. Gmelin, 1789) (syn. Spreo bicolor) (syn. Turdus bicolor)                                      |         |                                       |
| leskoptev fialová (syn. leskoptev purpurová)                           | Lamprotornis purpureus (Müller, 1776)                                                                                     |         |                                       |
| leskoptev Hildebrandtova                                               | Lamprotornis hildebrandti (Cabanis, 1878) (syn. Spreo hildebrandti)                                                       |         | Keňa, Tanzanie                        |
| leskoptev jihoafrická                                                  | Lamprotornis australis (A. Smith, 1836)                                                                                   |         |                                       |
| leskoptev keňská                                                       | Poeoptera femoralis (Richmond, 1897) (syn. Pholia femoralis) (syn. Cinnyricinclus femoralis) (syn. Arizelopsar femoralis) |         | Keňa, Tanzanie                        |
| leskoptev korunová                                                     | Poeoptera sharpii (Jackson, 1898) (syn. Pholia sharpii) (syn. Cinnyricinclus sharpii)                                     |         | východní Afrika                       |
| leskoptev kovová (syn. leskoptev habešská)                             | Lamprotornis chalybaeus Hemprich & Ehrenberg, 1828                                                                        |         |                                       |
| leskoptev malá                                                         | Lamprotornis chloropterus Swainson, 1838                                                                                  |         |                                       |
| leskoptev nádherná (syn. „leskoptev tříbarvá“)?                        | Lamprotornis superbus Rüppell, 1845 (syn. Spreo superbus)                                                                 |         | východní Afrika                       |
| leskoptev ocelová                                                      | Lamprotornis pulcher (Müller, 1776) (syn. Spreo pulcher)                                                                  |         |                                       |
| leskoptev ostroocasá                                                   | Lamprotornis acuticaudus (Bocage, 1869)                                                                                   |         |                                       |
| leskoptev ozdobná                                                      | Lamprotornis ornatus (Daudin, 1800)                                                                                       |         | Svatý Tomáš a Princův ostrov          |
| leskoptev popelavá                                                     | Lamprotornis unicolor (Shelley, 1881) (syn. Spreo unicolor) (syn. Cosmopsarus unicolor)                                   |         | Keňa, Tanzanie                        |
| leskoptev proužkoocasá                                                 | Lamprotornis purpuroptera Rüppell, 1845                                                                                   |         | východní Afrika od Súdánu po Tanzanii |
| leskoptev savanová                                                     | Lamprotornis nitens (Linnaeus, 1766)                                                                                      |         |                                       |
| leskoptev smaragdová (syn. leskoptev duhová)                           | Lamprotornis iris (Oustalet, 1879) (syn. Coccycolius iris)                                                                |         | západní Afrika                        |
| leskoptev skvostná (syn. „leskoptev nádherná“)?                        | Lamprotornis splendidus (Vieillot, 1822)                                                                                  |         |                                       |
| leskoptev strakatá                                                     | Speculipastor bicolor Reichenow, 1879                                                                                     |         | východní Afrika                       |
| leskoptev tříbarvá                                                     | Lamprotornis fischeri (Reichenow, 1884) (syn. Spreo fischeri)                                                             |         |                                       |
| leskoptev východoafrická                                               | Lamprotornis shelleyi (Sharpe, 1890) (syn. Spreo shelleyi)                                                                |         |                                       |
| leskoptev zlatoprsá (syn. leskoptev královská) (syn. špaček zlatoprsý) | Lamprotornis regius (Reichenow, 1879) (syn. Cosmopsarus regius)                                                           |         | severovýchodní Afrika                 |
|                                                                        | Lamprotornis elisabeth (Stresemann, 1924) (syn. Lamprotornis chloropterus ssp. elisabeth)                                 |         |                                       |